# Congreso para la República
El Congreso para la República (en árabe, المؤتمر من أجل الجمهورية o Al-Muʾtamar min ʾajli Al-Ŷumhūriyyah; en francés, Congrès pour la République) fue un partido político tunecino laico y de centro-izquierda.
Fundado en 2001 por Moncef Marzouki, médico, profesor universitario y activista por los derechos humanos, fue prohibido durante el gobierno de Zine El Abidine Ben Ali y legalizado tras la crisis política de Túnez de 2010-2011. Formó parte del primer gobierno interino tras la caída del gobierno de Ben Alí. En las elecciones a la Asamblea Constituyente de 2011 obtuvo 29 representantes de un total de 217, constituyendo el segundo grupo parlamentario tras el partido islamista Ennahda. El 12 de diciembre de 2011, Marzouki fue elegido Presidente de la República por la Asamblea, abandonando por ello la dirección del partido. El partido formó parte a continuación del gobierno dirigido por el primer ministro islamista Hamadi Jebali, junto con el partido de este, Ennahda, y el partido socialdemócrata Ettakatol.
El asesinato el 6 de febrero de 2013 de Chukri Bel Aid, líder de un pequeño partido opositor laico, provocó importantes manifestaciones de protesta que acusaban a los islamistas de la autoría del crimen y que acabaron provocando la caída del gobierno de Jebali. La policía acabaría deteniendo a varios salafistas sospechosos de haber perpetrado el asesinato. Finalmente se formó un nuevo gobierno presidido por el islamista Ali Larayedh y apoyado por los mismos partidos, pero que contaba con un notable número de ministros independientes tal como había solicitado el Congreso para la República.
En las primeras elecciones legislativas, celebradas en octubre de 2014, el partido sufrió una estrepitosa derrota al obtener únicamente un puesto en el Parlamento. El 2 de enero de 2017, se disolvió formalmente.